# Roseburia difficilis
Roseburia difficilis es una especie de bacteria del género Roseburia. Fue descrita en el año 2022. Su etimología hace referencia a difícil de cultivar. Posiblemente sea grampositiva como otras bacterias de la misma familia. Es anaerobia y móvil por flagelación perítrica, con células esféricas. Tiene un tamaño de 0,8-1,9μm de diámetro. Temperatura óptima de crecimiento de 37 °C. Tiene un contenido de G+C de 50,4%. Se ha aislado de heces humanas. 